# جونيور سيلفا
جونيور سيلفا (بالبرتغالية: Júnior Silva‏) هو لاعب كرة قدم برازيلي في مركز الوسط، ولد في 17 أبريل 1990. لعب مع Porto Alegre Futebol Clube ‏.